# Jocelyn Brasil

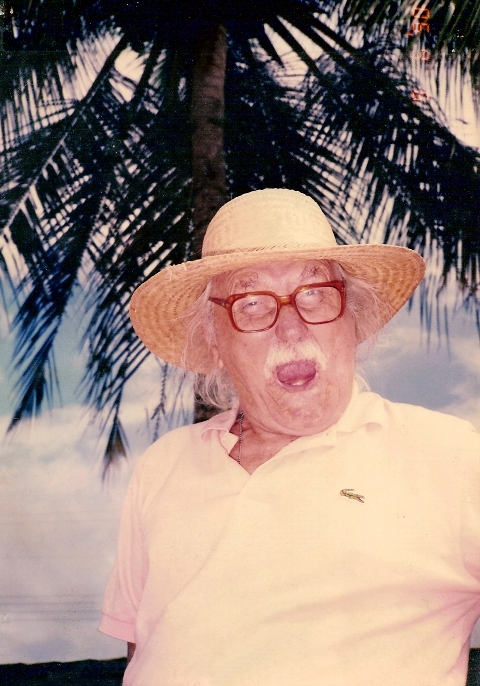
Jocelyn Brasil na Ilha de Mosqueiro em Belém. Em 1990.

Jocelyn Barreto Brasil Lima (Sobral, 3 de junho de 1908 — Fortaleza, 8 de junho de 1999), mais conhecido como Jocelyn Brasil ou como Pedro Zamora (pseudônimo literário), foi um jornalista, escritor e coronel-aviador da Força Aérea Brasileira, de onde pediu reserva em 1952, como brigadeiro.
Deolindo, seu pai, era jornalista e trabalhava no jornal paraense A Província do Pará.
Na carreira militar, Jocelyn chegou a Comandante da Base Aérea de Belém, com a patente de Coronel da FAB - Força Aérea Brasileira. Logo em seguida, foi reformado no posto de Brigadeiro. Ele se apresentava como Coronel Aviador 

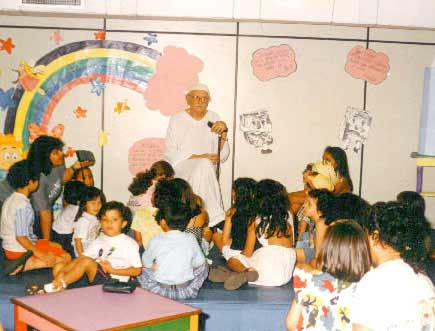
O escritor Jocelyn Brasil sendo entrevistado em livraria infantil (1998)

Combateu o governo de Magalhães Barata e nos anos 1950, integrou a Coligação Democrática Paraense, que elegeu Alexandre Zacharias de Assumpção. Foi a primeira derrota de Barata. Jocelyn teve papel destacado nessa campanha.
Comunista, foi homenageado no último Congresso Nacional do Partido Comunista Brasileiro (PCB) no Rio de Janeiro.

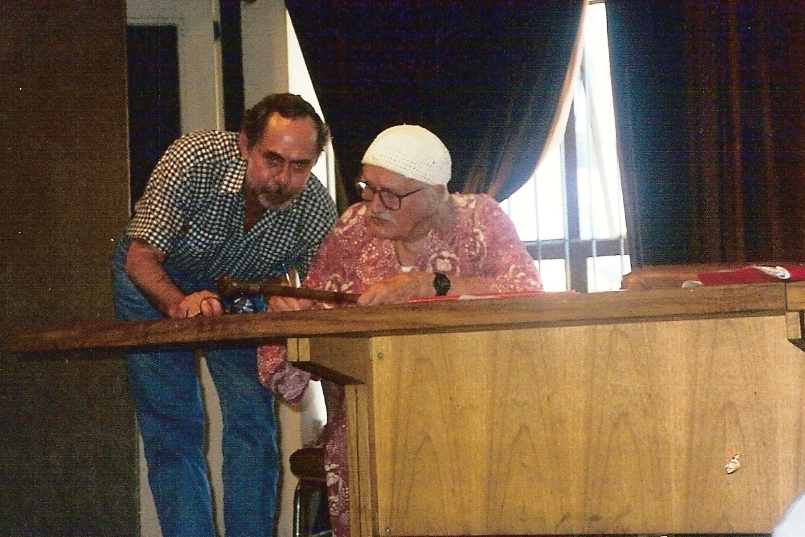
Jocelyn homenageado

Entre os livros que escreveu destacam-se: Marxismo: a "Varinha de Condão"; O Mapa da Mina (a luta pelo petróleo); Voce acha que entende de futebol? Eu também; Andanças e Lembranças(memórias); Memorial de um Cearense Enjeitado; Entre Letras e Baionetas- a trajetória de Raimundo Jinkings, além de outros. Em jornais e revistas publicou muitos trabalhos de crítica política e social.  Os artigos esportivos ele assinava como Pedro Zamora.
Jocelyn Brasil visitou em 1989a Base Aérea de Belém para mostrar a uma pessoa amiga a foto de quando ele foi comandante daquela unidade. A fotografia dele foi retirada da galeria dos ex-comandantes, quando Jocelyn foi preso. Após a Anistia a foto não retornou, permanecendo vazio o lugar de um ex-comandante que é tido como um militar que sabia exercer a autoridade com humanidade. O comandante da base aérea Jocelyn Brasil contava com os respeito dos militares  subordinados a ele.
Uma faceta pouco conhecida do escritor era o seu amor pelo futebol.Escreveu, assinando Pedro Zamora, o livro "Você Pensa Que Entende de Futebol? Eu Também."

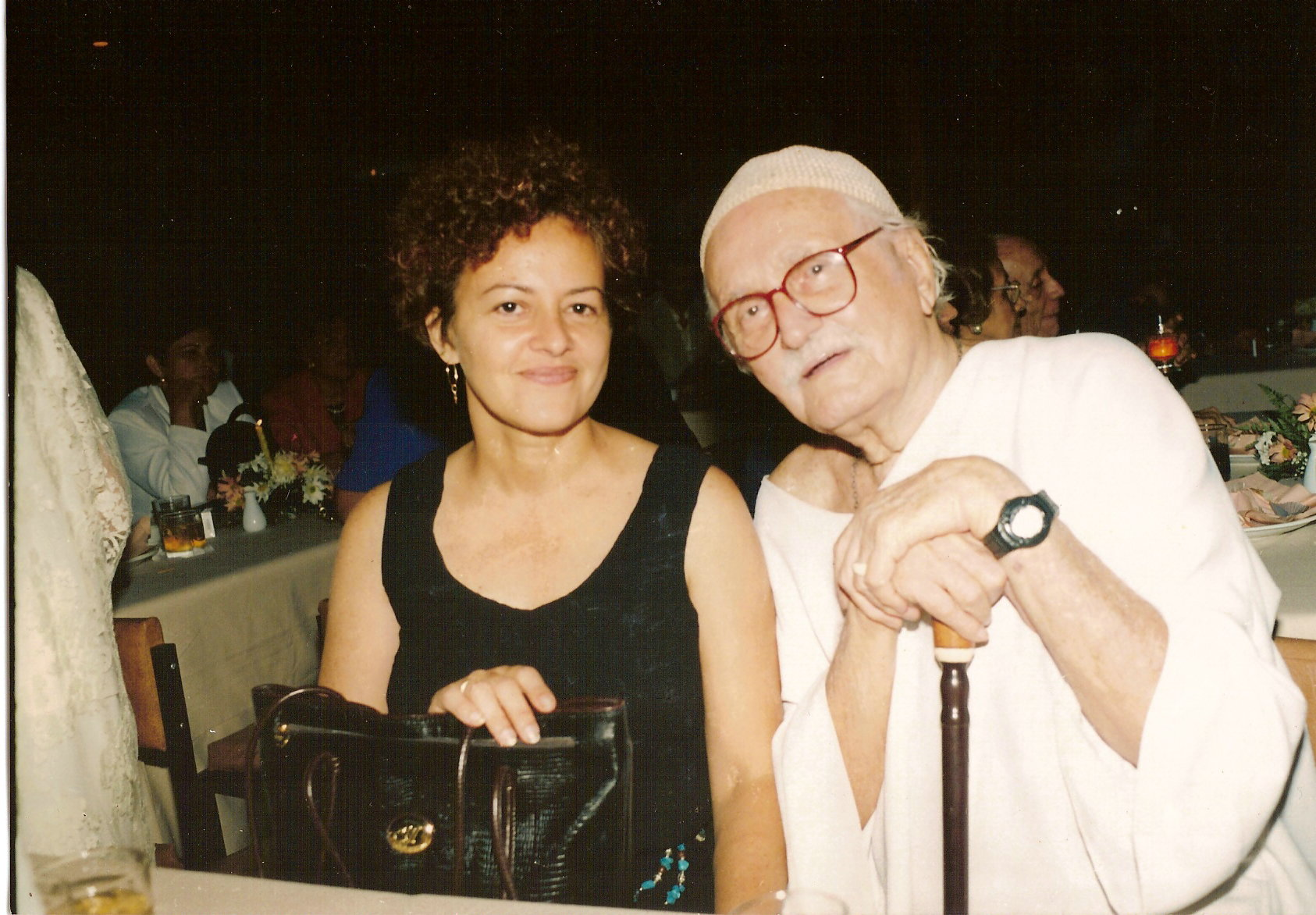
Jocelyn em evento familiar.

## Obras
1. O Petróleo é Nosso .  Associação Brasileira dos Direitos Humanos.
2. O Pão, o Feijão e as Forças Ocultas - Ed. Vitória.
3. Arraes: o Fazedor de Homens Livres - Ed. Fanela
4. Arraes – Um ano de Governo Popular. Ed Opção
5. Futebol- (Obra de Conjunto) - Ed. Seis.
6. Timo Estrategista - Ed. GOL.
7. O Livro de Tostão - Ed. GOL.
8. A Hora e a Vez de João Saldanha - Ed. GOL.
9. Assim falou Nenen Pranvcha - Ed. Critica.
10. Meu Pé de Siriguela - Ed. Crítica.
11. Era Kanela - Ed. Shogun Arte.
12. Marxismo a Varinha de Condão - Ed. Jotanesi.
13. O Mapa da Mina - Ed. Aleutianas
14. Eróticas e Heréticas - Ed. Aleutianas.
15. Você acha que entende de futebol? Eu também;
16. Andanças e Lembranças (memórias);
17. Memorial de um Cearense Enjeitado;
18. Entre Letras e Baionetas – a trajetória de Raimundo Jinkings

Observação: os livros sobre futebol eram assinados com o pseudônimo "Pedro Zamora".